# Монровил (Индијана)
Монровил (енгл. Monroeville) град је у америчкој савезној држави Индијана.

## Демографија
По попису из 2010. године број становника је 1.235, што је 1 (-0,1%) становника мање него 2000. године.
| Група             | 2000.         | 2010.         |
| Белци             | 1.177 (95,2%) | 1.206 (97,7%) |
| Афроамериканци    | 0 (0,0%)      | 0 (0,0%)      |
| Азијати           | 2 (0,2%)      | 0 (0,0%)      |
| Хиспаноамериканци | 28 (2,3%)     | 23 (1,9%)     |
| Укупно            | 1.236         | 1.235         |